# Золтан Тілді
Золтан Тілді (угор. Tildy Zoltán, 18 листопада 1889, Лученець (нині Словаччина) — 3 серпня 1961, Будапешт) — угорський політик, прем'єр-міністр Угорщини у 1945—1946 роках, президент країни у 1946—1948 роках.

## Біографія
Народився в Лученці в родині угорського чиновника. Отримав ступінь з теології в Реформатської теологічної академії в Папі, потім провів рік, навчаючись в белфастському академічному коледжі в Ірландії. Служив священиком Реформатської церкви з 1921 року, редагував щоденну газету Угорської Реформатської церкви «Християнська родина» (Keresztény Család) і ряд інших періодичних видань.
У 1929 р вступив в Незалежну партію дрібних господарів (НПДГ), незабаром після чого став віце-президентом партії. Він був обраний до угорського парламенту, переобирався в 1936 і 1939 роках.
У парламенті лобіював вихід Угорщини з 2-ї світової війни. Після того, як у 1944 році Угорщина була окупована гітлерівцями, Тілді був змушений переховуватися. Після звільнення Угорщини радянськими військами Тілді очолив Незалежну партію дрібних власників. У період з 15 листопада 1945 по 1 лютого 1946 року він був прем'єр-міністром Угорщини, після чого був обраний президентом Угорщини. Також за посадою він входив до складу Вищої національної ради з 7 грудня 1945 року по 2 лютого 1946 року.
Тілді обіймав посаду першого Президента Угорської республіки до 31 липня 1948 року, коли його змусили піти у відставку незабаром після того, як його зять був заарештований за корупцію і подружню невірність. Тілді перебував під домашнім арештом у Будапешті до 1 травня 1956 року.
У коаліційному уряді, сформованому в дні Угорського повстання 1956 року, Тілді був призначений на посаду державного міністра. Після придушення повстання він був заарештований радянськими військами. 15 червня 1958 року Верховний суд засудив його до 6 років тюремного ув'язнення, проте вже в квітні 1959 року він був звільнений за індивідуальною амністії через похилий вік і хвороби. Після цього він практично не брав участі в суспільному житті.